# Polling (Weilheim-Schongau)
Polling est une commune de Bavière (Allemagne), située dans l'arrondissement de Weilheim-Schongau, dans le district de Haute-Bavière.

## Quartiers
- Etting
- Oderding